# Thesium maritimum
Thesium maritimum är en sandelträdsväxtart som beskrevs av Carl Anton von Meyer. Thesium maritimum ingår i släktet spindelörter, och familjen sandelträdsväxter. Inga underarter finns listade i Catalogue of Life.